# حميد الذهيب
 حميد الذهيب (1932 تونس) هو لاعب كرة قدم تونسي.